# Neonisotoper
Fördelningen av de naturliga neonisotoperna.
|  | Neon-20 (90,48 %) |

|  | Neon-21 (0,27 %) |

|  | Neon-22 (9,25 %) |

Neonisotoper är isotoper av grundämnet neon (Ne), det vill säga atomer och kärnor med 10 protoner och olika antal neutroner.

## Isotoper
Neon har 19 kända isotoper, varav 3 är stabila (20Ne, 21Ne och 22Ne). De utgör 90,5 %, 0,25 % respektive 9,25 % av det naturligt förekommande neonet.
Utöver de tre stabila isotoperna, är åtminstone sexton instabila isotoper kända. De är alla kortlivade. Den mest långlivade är 24Ne med en halveringstid på 3,38 minuter. Alla andra radioisotoper har halveringstider under en minut, de flesta av dem under en sekund. Den mest kortlivade neonisotopen är 16Ne med en halveringstid på 9 × 10−21 sekunder. Den sistnämnda sönderfaller genom dubbel protonemission till 14O. De övriga lättare isotoperna sönderfaller antingen genom positronemission (β+), elektroninfångning (till i dessa två fall en fluorisotop) eller positronemission och protonemission (till syre) eller positronemission och alfaemission. Tyngre isotoper sönderfaller alla till natriumisotoper genom β-sönderfall – ibland också tillsammans med neutronemission.

## Tabell
| Nuklid                        | Z  | N  | Massa (u)         | Halveringstid | ST (%)           | SE (MeV) | SP     | Spinn   | Förekomst (%) |
| ----------------------------- | -- | -- | ----------------- | ------------- | ---------------- | -------- | ------ | ------- | ------------- |
| 16Ne                          | 10 | 6  | 16,025761(22)     | 9 × 10−21 s   | 2p               | 0,08     | 14O    | 0+      |               |
| 17Ne                          | 10 | 7  | 17,017672(29)     | 109,2 ms      | β+ p (96 %)      | 13,93    | 16O    | ½–      |               |
| 17Ne                          | 10 | 7  | 17,017672(29)     | 109,2 ms      | β+ α (2,7 %)     | 8,71     | 13N    | ½–      |               |
| 17Ne                          | 10 | 7  | 17,017672(29)     | 109,2 ms      | β+ (1,3 %)       | 14,53    | 17F    | ½–      |               |
| 18Ne                          | 10 | 8  | 18,0057082(3)     | 1,672 s       | ε                | 4,446    | 18F    | 0+      |               |
| 18Ne                          | 10 | 8  | 18,0057082(3)     | 1,672 s       | 2p               |          | 16O    | 0+      |               |
| 19Ne                          | 10 | 9  | 19,0018802(3)     | 17,296 s      | β+               | 3,238    | 19F    | ½+      |               |
| 20Ne                          | 10 | 10 | 19,9924401754(19) | Stabil        | Stabil           | Stabil   | Stabil | 0+      | 90,48         |
| 21Ne                          | 10 | 11 | 20,99384668(4)    | Stabil        | Stabil           | Stabil   | Stabil | 3⁄2+    | 0,27          |
| 22Ne                          | 10 | 12 | 21,991385114(19)  | Stabil        | Stabil           | Stabil   | Stabil | 0+      | 9,25          |
| 23Ne                          | 10 | 13 | 22,99446690(11)   | 37,24 s       | β−               | 4,376    | 23Na   | 5⁄2+    |               |
| 24Ne                          | 10 | 14 | 23,9936108(4)     | 3,38 min      | β−               | 2,47     | 24Na   | 0+      |               |
| 25Ne                          | 10 | 15 | 24,997737(28)     | 602 ms        | β−               | 7,3      | 25Na   | (3⁄2)+  |               |
| 26Ne                          | 10 | 16 | 26,000461(29)     | 197 ms        | β− (99,87 %)     | 7,33     | 26Na   | 0+      |               |
| 26Ne                          | 10 | 16 | 26,000461(29)     | 197 ms        | β− + n (0,13 %)  |          | 25Na   | 0+      |               |
| 27Ne                          | 10 | 17 | 27,00759(12)      | 32 ms         | β− (98 %)        | 12,67    | 27Na   | (3⁄2+)# |               |
| 27Ne                          | 10 | 17 | 27,00759(12)      | 32 ms         | β− + n (2 %)     | 5,92     | 26Na   | (3⁄2+)# |               |
| 28Ne                          | 10 | 18 | 28,01207(16)      | 18,3 ms       | β− (78 %)        | 12,31    | 28Na   | 0+      |               |
| 28Ne                          | 10 | 18 | 28,01207(16)      | 18,3 ms       | β− + n (22 %)    | 8,79     | 27Na   | 0+      |               |
| 29Ne                          | 10 | 19 | 29,01939(29)      | 15,6 ms       | β−               |          | 29Na   | (3⁄2+)# |               |
| 30Ne                          | 10 | 20 | 30,02480(61)      | 5,8 ms        | β−               |          | 30Na   | 0+      |               |
| 31Ne                          | 10 | 21 | 31,03311(97)#     | 3,4 ms        | β− (> 99,9 %)    |          | 31Na   | 7⁄2−#   |               |
| 31Ne                          | 10 | 21 | 31,03311(97)#     | 3,4 ms        | β− + n (< 0,1 %) |          | 30Na   | 7⁄2−#   |               |
| 32Ne                          | 10 | 22 | 32,04002(86)#     | 3,5 ms        | β− + n           |          | 31Na   | 0+      |               |
| 32Ne                          | 10 | 22 | 32,04002(86)#     | 3,5 ms        | β−               |          | 22Na   | 0+      |               |
| 33Ne                          | 10 | 23 | 33,04938(86)#     | 260 ns        | n                |          |        | 7⁄2−#   |               |
| 34Ne                          | 10 | 24 | 34,05703(87)#     | 60 ns         | β− (> 99,9 %)    |          |        | 0+      |               |
| 34Ne                          | 10 | 24 | 34,05703(87)#     | 60 ns         | β− + n (< 0,1 %) |          |        | 0+      |               |
| Denna tabell: visa • redigera |    |    |                   |               |                  |          |        |         |               |

Anmärkningar
- Stabila isotoper anges i fetstil.
- Värden markerade med # härrör inte enbart från experimentella data, men åtminstone delvis från systematiska trender.
- Osäkerheter anges i kort form i parentes efter värdet. Osäkerhetsvärden anger en standardavvikelse, utom isotopsammansättningen och standardatommassa från IUPAC, som använder expanderade osäkerhet.
- Nuklidmassor är givna av IUPAP Commission on Symbols, Units, Nomenclature, Atomic Masses and Fundamental Constants (SUNAMCO).
- Isotopförekomster är givna av IUPAC Commission on Isotopic Abundances and Atomic Weights.